# La llegada del hijo
La llegada del hijo (internationaler englischsprachiger Titel Surfacing) ist ein Filmdrama von Cecilia Atán und Valeria Pivato. Die spanisch-argentinische Koproduktion mit Maricel Álvarez, Ángelo Mutti Spinetta, Greta Fernández und Cristina Banegas in den Hauptrollen feierte im September 2024 beim San Sebastian International Film Festival ihre Premiere und soll im März 2025 in die spanischen Kinos kommen.

## Handlung
In der argentinischen Hauptstadt Buenos Aires. Nachdem Sofias Sohn Alan nach mehreren Jahren in einer Jugendstrafanstalt nach Hause zurückkehrt, ist ihre Beziehung nicht die beste. Das Wiedersehen bereitet beiden Unbehagen. Während seiner Zeit in Haft gingen sie auf Distanz zueinander.

## Produktion

### Filmstab und Besetzung
Regie führten Cecilia Atán und Valeria Pivato, die gemeinsam auch das Drehbuch schrieben. Es handelt sich um ihren zweiten gemeinsamen Film nach Señora Teresas Aufbruch in ein neues Leben aus dem Jahr 2017. Die spanische Filmeditorin Teresa Font war zuletzt für viele Filme von Pedro Almodóvar tätig.

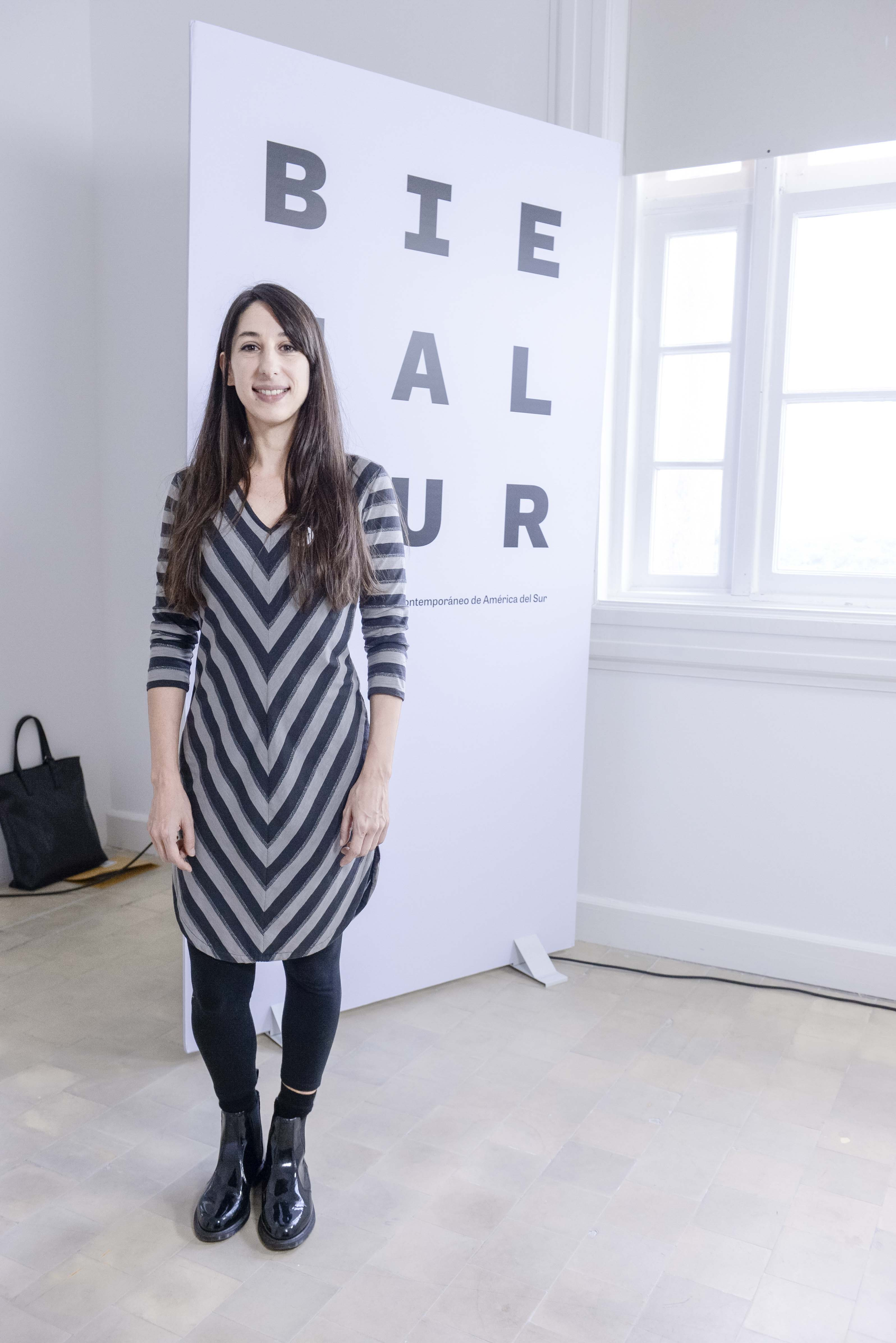
Maricel Álvarez spielt in der Hauptrolle die Mutter Sofia

Maricel Álvarez ist in der Rolle der Protagonistin Sofía zu sehen. Ángelo Mutti Spinetta, der Enkel des Musikers Luis Alberto Spinetta und bekannt aus dem vielgelobten Film Mein bester Freund und dem Thriller El Bosque de los Perros, spielt Sofias Sohn Alan. Greta Fernández spielt Alans Schwimmlehrerin. Cristina Banegas ist in der Rolle der Großmutter zu sehen.

### Dreharbeiten
Gedreht wurde in Buenos Aires, unter anderem auf dem Friedhof im Stadtteil Chacarita. Dieser und sein unterirdisches Pantheon seien ein zentraler visueller Anker der Ästhetik des Films geworden, so die Regisseurinnen: „Dieser Ort mit seiner edlen Architektur, den breiten Gängen, Winkeln und kontrastierenden Lichtern und Schatten bietet den ganzen Tag über einen dramatischen Hell-Dunkel-Effekt.“ Der Kontrast zwischen seinen unterirdischen, feuchten Tiefen und dem weitläufigen, sonnenbeschienenen Park darüber spiegele symbolisch die Dichotomien wider, mit denen sich auch ihre Protagonistin auseinandersetzt.

### Veröffentlichung
Die Premiere von La llegada del hijo war am 22. September 2024 beim San Sebastian International Film Festival. Im März 2025 soll der Film in die spanischen Kinos kommen. Die internationalen Rechte liegen bei Visit Films.

## Auszeichnungen
San Sebastian International Film Festival 2024
- Nominierung im New Directors Competition (Cecilia Atán und Valeria Pivato)